# Robb Wells
Robb Wells (Moncton, 20 marzo 1971) è un attore e sceneggiatore canadese.
È noto per aver partecipato ai film e alle serie televisive dei Trailer Park Boys.

## Biografia
Robb Wells è nato a Moncton, Nuovo Brunswick, ma la sua famiglia decise di trasferirsi a Dartmouth, Nuova Scozia, quando aveva soltanto otto anni. Wells è un lontano cugino di Stephen Harper, primo ministro del Canada fino al 2015.
Nonostante abbia partecipato a molti corti, la sua carriera di attore ebbe inizio soltanto nel 2010, con il film Seconda battaglia di Bull Run. Nel 2011 ha fatto una piccola comparsa nel corto Jackhammer. Nell'episodio "The Limited" della serie televisiva Archer, interpreta un terrorista che combatte per la libertà.

## Filmografia

### Film
- Trailer Park Boys, regia di Mike Clattenburg (1999)
- Trailer Park Boys, regia di Mike Clattenburg (2001 - 2015)
- La corsa di Virginia (Virginia's Run), regia di  Peter Markle (2002)
- A Hole in One, regia di Richard Ledes (2004)
- The Trailer Park Boys Christmas Special, regia di Mike Clattenburg (2004)
- East Coast Music Awards, regia di Shelagh O'Brien (2006)
- Trailer Park Boys: The Movie, regia di Mike Clattenburg (2006)
- Say Goodnight to the Bad Guys, regia di Mike Clattenburg (2008)
- The Boondock Saints 2 - Il giorno di Ognissanti (The Boondock Saints II: All Saints Day), regia di Troy Duffy (2009)
- Trailer Park Boys: Countdown to Liquor Day, regia di Mike Clattenburg (2009)
- MashUpPiece Theater: The Wire/Trailer Park Boys (Corto), regia di Mike Clattenburg (2010)
- Goon, regia di Michael Dowse (2011)
- Hobo with a Shotgun, regia di Jason Eisener (2011)
- Archer, regia di Adam Reed (2012) - serie animata
- Beat Down, regia di Deanne Foley (2012)
- Would You Rather, regia di David Guy Levy (2012)
- Jackhammer, regia di Michael Hanus (2014) - cortometraggio
- Swearnet Live, regia di Mike Smith (2014)
- Swearnet: The Movie, regia di  Mike Smith (2014)
- Trailer Park Boys: Don't Legalize It, regia di Mike Clattenburg (2014)
- Trailer Park Boys: Live at the North Pole, regia di Mike Clattenburg (2014)
- Trailer Park Boys: Live in F**kin' Dublin, regia di Mike Clattenburg (2014)

### Sceneggiatore
- Trailer Park Boys, regia di Mike Clattenburg (1999)
- Trailer Park Boys: The Movie, regia di Mike Clattenburg (2006)
- Trailer Park Boys: Countdown to Liquor Day, regia di Mike Clattenburg (2009)
- Trailer Park Boys: Countdown to Liquor Day, regia di Mike Clattenburg (2009)
- Trailer Park Boys: Don't Legalize It, regia di Mike Clattenburg (2014)
- Trailer Park Boys: Live at the North Pole, regia di Mike Clattenburg (2014)
- Trailer Park Boys: Live in F**kin' Dublin, regia di Mike Clattenburg (2014)